# Майер, Юрген (архитектор)

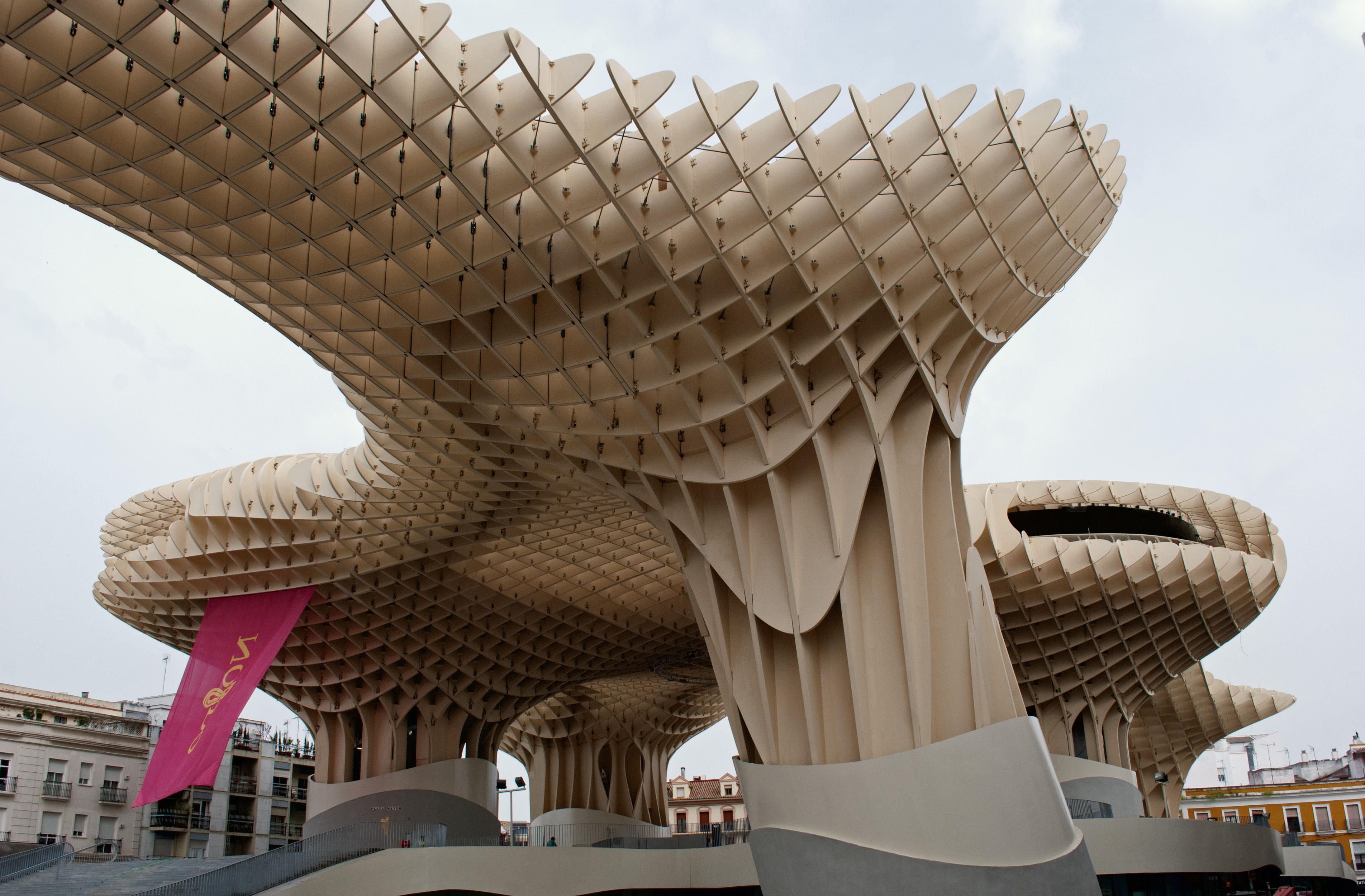
Метрополь Парасоль в Севилье, Испания

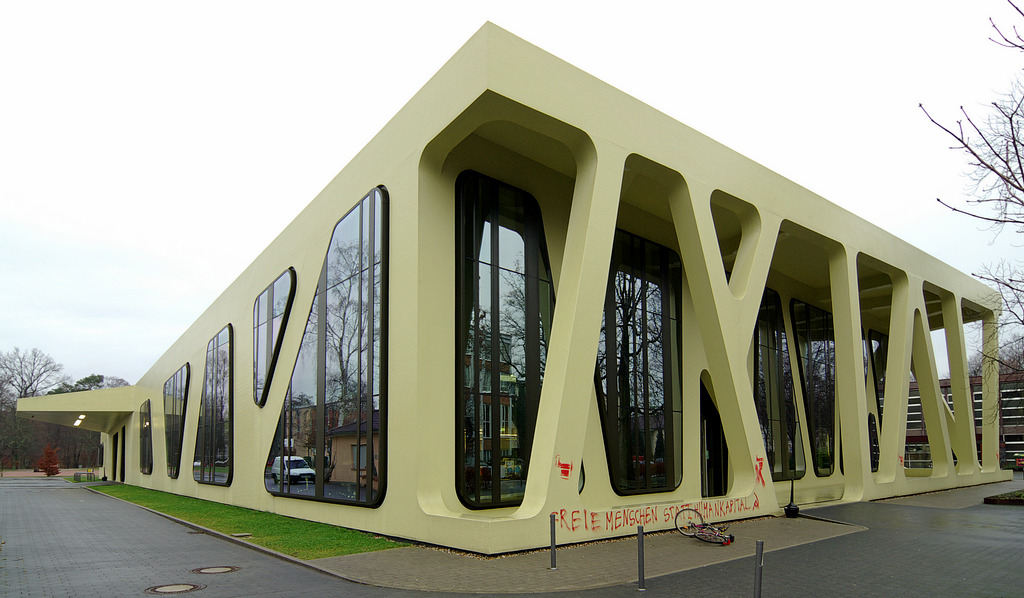
Студенческая столовая Мольтке, Высшая школа прикладных наук Карлсруэ, Германия

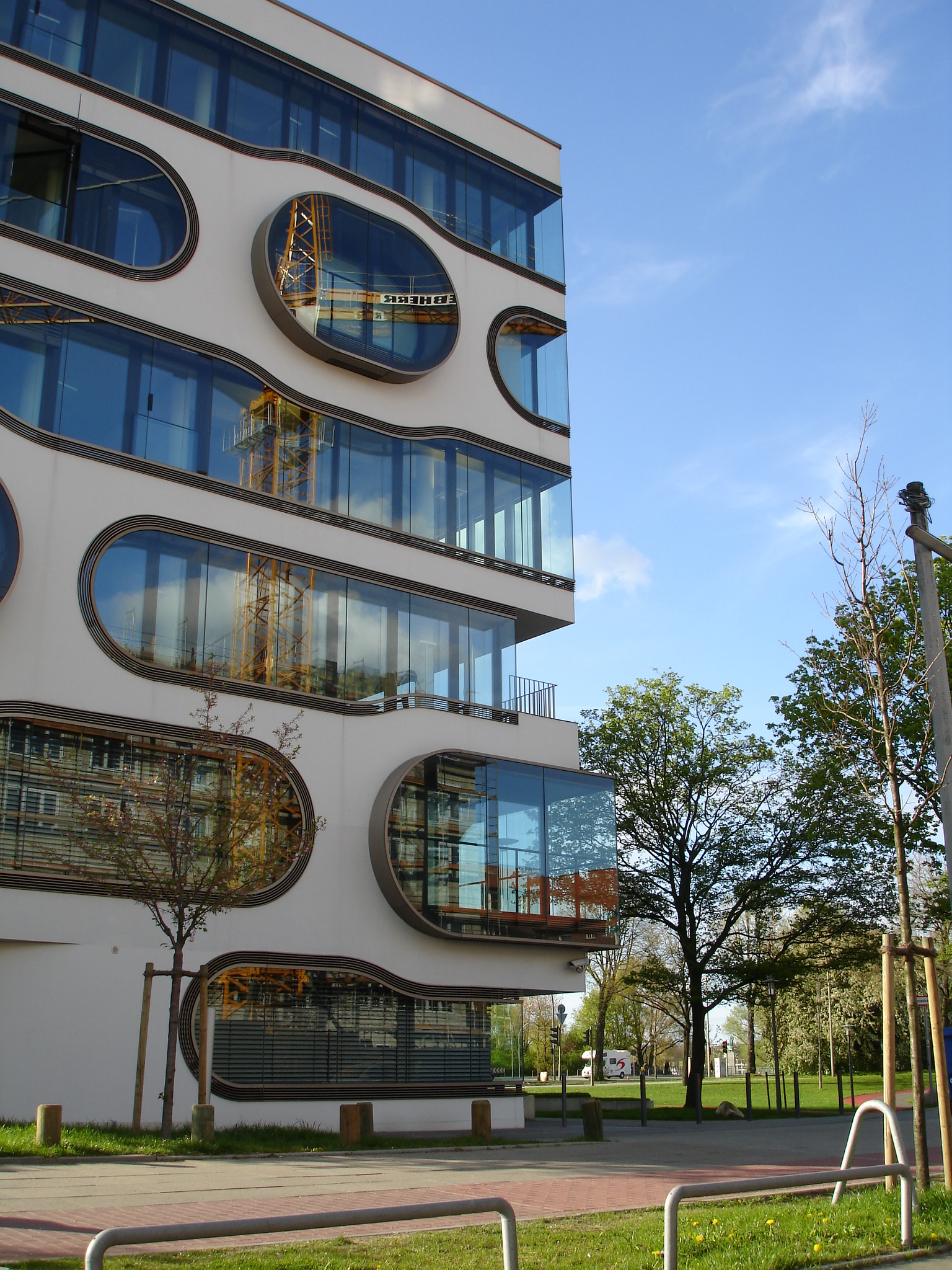
Офисное здание ADA1 в Гамбурге, Германия

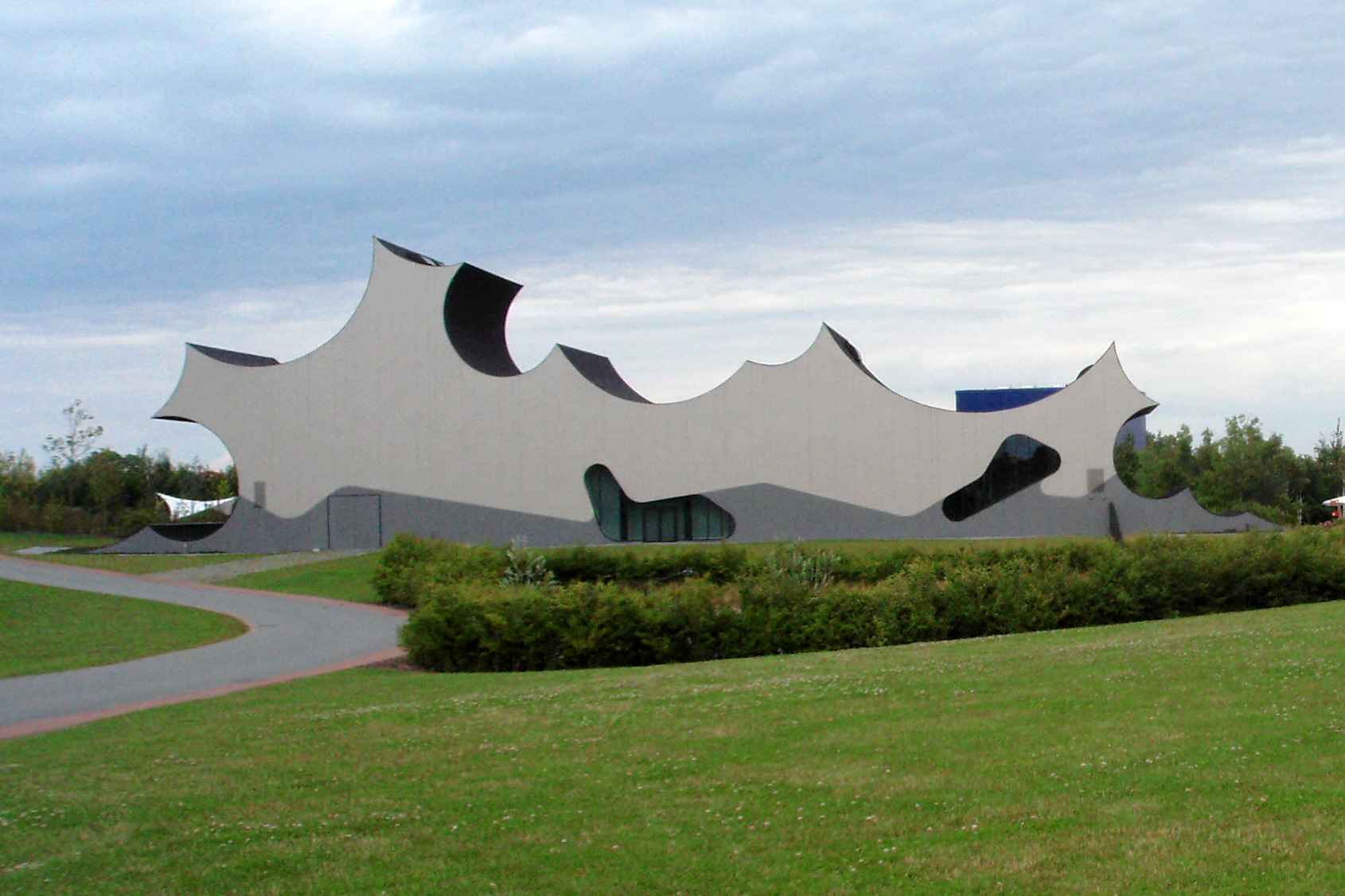
Здание на территории парка отдыха Danfoss Universe в Норборге, Дания

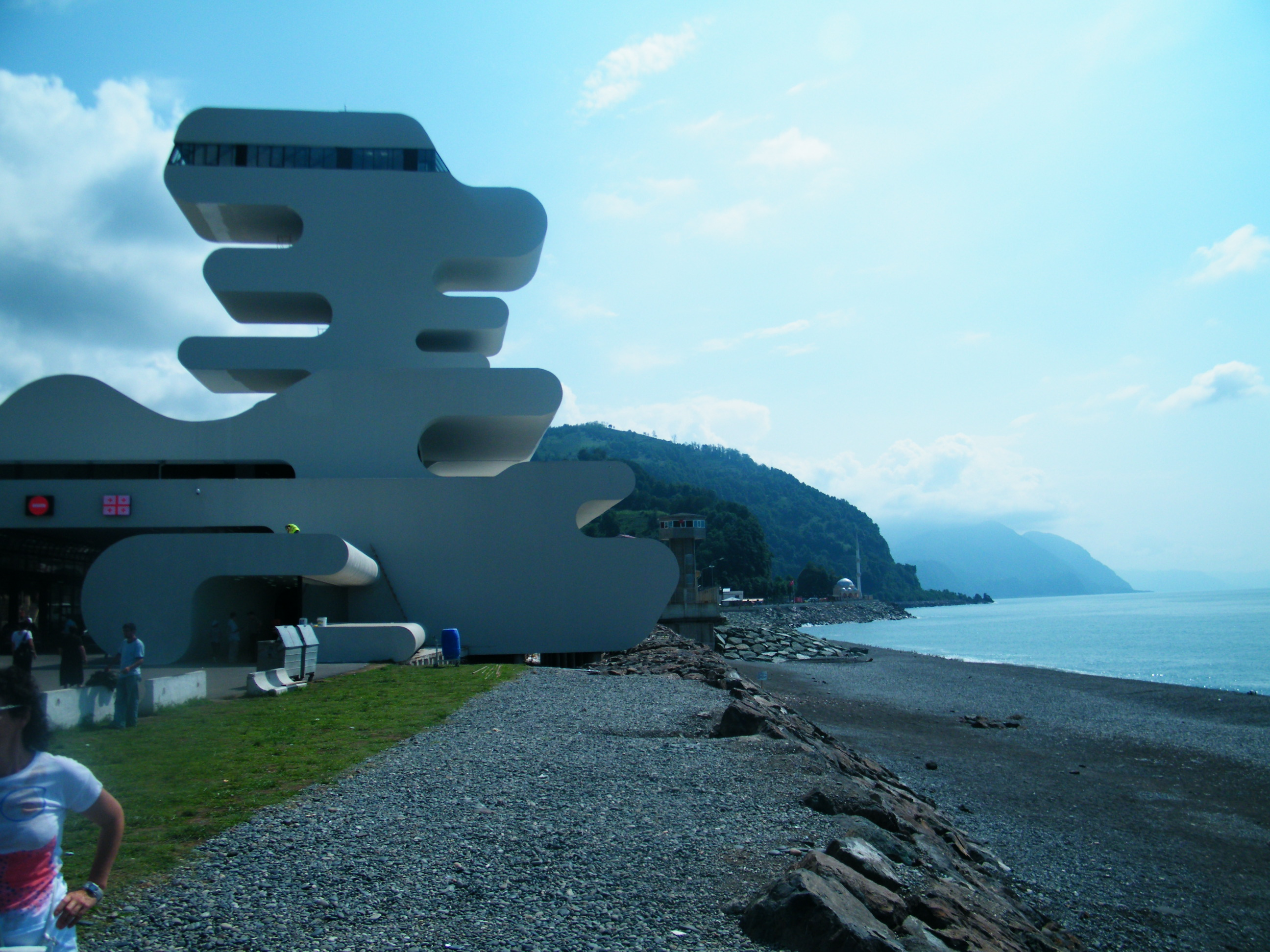
Пограничный пункт Сарпи (Грузия)

Юрген Херман Майер (нем. Jürgen Hermann Mayer; р. 30 октября 1965, Штутгарт) — немецкий архитектор и художник. Чтобы избежать путаницы, называет себя Jürgen Mayer H. Директор архитектурного бюро «J. MAYER H.» в Берлине.

## Биография
Майер получил образование в области архитектуры в Штутгартском университете в 1986 году, также учился в колледже Cooper Union и Принстонском университете, где преподавал с 1994 по 2004 годы.
С 1996 года работает архитектором. На текущий момент, Майер уже имеет опыт преподавания в ряде вузов, таких как Берлинский университет искусств, Мюнхенский технический университет, аспирантура дизайна университета Гарварда (Harvard Graduate School of Design), школа архитектуры Архитектурной Ассоциации в Лондоне, Колумбийский университет в Нью-Йорке, а также Торонтский университет.
В 1996 году, в Берлине, Майер основал компанию J. MAYER H., которая стала называться J. Mayer H. und Partner, Architekten (в переводе — «Юрген Майер и партнёры, архитекторы») после того как в январе 2014 года Андре Сантер (Andre Santer) и Ганс Шнайдер (Hans Schneider) присоединились к компании как партнёры.
Работы Майера удостоены нескольких престижных наград и представлены в различных коллекциях, включая Нью-Йоркский музей современного искусства и Музей современного искусства Сан-Франциско. В рейтинге BauNetz занимал четвёртое место в феврале 2008 года. С 2010 года Майер реализовал многие проекты в Грузии под эгидой Михаила Саакашвили, такие как: аэропорт в Местии, пограничный контрольно-пропускной пункт в Сарпи и придорожные пункты отдыха поблизости Гори и Лочини. Другие международные и национальные проекты: Метрополь Парасоль — реконструкция Плаза де ла Энкарнасьон в Севилье (Испании); здание суда в Хассельтe (Бельгии), а также Юбилейный павильон KA 300 (Jubiläumspavillon KA 300) к 300-летию города Карлсруэ. В 2003 году за строительство особняка в Остфильден Майер получил «особое упоминание» для молодых архитекторов (англ. Emerging Architect Special Mention) при вручении премии European Union Prize for Contemporary Architecture).